# Dieter Lösgen
Dieter Lösgen (14 août 1942, à Metz, Lorraine) est l'entraîneur national de l'équipe allemande de Ju-jitsu.

## Biographie
Dieter Lösgen est maître et professeur de Ju-jitsu. Il est l'entraîneur de l'équipe allemande de Jiu-Jitsu au niveau fédéral. Il est membre fondateur et actuel président de la Fédération allemande de Jiu-Jitsu (Deutscher Jiu Jitsu Bund, DJJB) et du Collège international des ceintures noires (Korporation Internationaler Danträger, KID) dans cette discipline. Dieter Lösgen est enfin le représentant de la République fédérale d'Allemagne au sein de la "Fédération internationale de Ju-Jitsu" (United Nations of Ju-Jitsu, UNJJ). Professionnellement, Dieter Lösgen est physiothérapeute à Essen, en Rhénanie-du-Nord-Westphalie.